# جون بيركنز
جون بيركنز (بالإنجليزية: John Perkins)‏ من مواليد 28 يناير 1945 في هانوفر بنيوهامشير في الولايات المتحدة هو عالم اقتصاد وكاتب وناشط سياسي وعالم بيئة أمريكي. ٱشتهر بعد تأليفه كتاب اعترافات قاتل اقتصادي، الذي تربع عرش الكتب الأكثر مبيعاً وترجم إلى ثلاثين لغة أجنبية منها اللغة العربية تحت عنوان الاغتيال الاقتصادي للأمم،  يروي خلاله بيركنز الدور الذي لعبه في عمليات الاستعمار الاقتصادي لبلدان العالم الثالث وذلك من خلال رشوة وابتزاز روؤساء وملوك الدول النامية على قبول أخذ قروض من الولايات المتحدة الأمريكية تحت ذريعة تطوير بنياتها التحتية وجلب التقدم والمنفعة مقابل منح الشركات والبنوك الأمريكية كافة الامتيازات في جميع المناقصات والعقود، لكن الحقيقة كانت إدخال هذه الدول في مستنقع الديون والتبعية الاقتصادية للولايات المتحدة، وحسب شهادته كذلك في برنامج رحلة في الذاكرة على قناة روسيا اليوم إذا ما حاول أحد الزعماء السياسيين رفض شروط التعاون أو الإذعان للحكومة الأمريكية فإن هذه الأخيرة ترسل أجهزة خاصة سماها في كتابه ب«الجاكلز» لتصفيته، مستشهداً بما حدث لعدة روؤساء وملوك في عدة دول كإيران وبنما والإكوادور والعراق  بدأً بالإطاحة برئيس وزراء إيران السابق محمد مصدق واغتيال الملك فيصل بن عبد العزيز آل سعود في ديوانه بالسعودية وعمر توريخوس ببنما إلى صدام حسين في غزو العراق. كما تطرق كذلك لجوانب باطنية من ثقافات الشعوب الأصلية كالشامانية وغيرها.

## روابط خارجية
- جون بيركنز على موقع IMDb (الإنجليزية)
- جون بيركنز على موقع إن إن دي بي (الإنجليزية)
- جون بيركنز على موقع قاعدة بيانات الفيلم (الإنجليزية)